# Hugo von Abercron
Hugo Wilhelm baron von Abercron, né le 24 octobre 1869 à Bosatz (de), arrondissement de Ratibor (de), province de Silésie et mort le 16 avril 1945 à Berlin, est un officier allemand de grade generalmajor, aéronaute et auteur de non-fiction.

## Biographie
Il est le fils de l'officier prussien Christian Abercron (de) et de sa femme, Maria Theresa, née Hinsch. Après ses études, le 22 mars 1888, il intègre l'armée prussienne dans le grade de leutnant. Le 12 septembre 1895, il est promu oberleutnant. Entre 1903 et 1910, il sert en tant que capitaine.

## Auteur
- Offizier und Luftpionier : Tatberichte und Erinnerungen, 1869-1938 von Hugo von Abercron, ..., 1938[1]
- Der Freiballon in Theorie und Praxis avec Adolf Mehl[2]